# Karina Lengauer
Karina Lengauer (* 12. Mai 1979) ist eine österreichische Badmintonspielerin. 

## Karriere
Lengauer wurde 1998 österreichische Juniorenmeisterin im Dameneinzel. Drei Jahre später nahm sie an den Badminton-Weltmeisterschaften teil. 2008 gewann sie ihren ersten und bisher einzigen nationalen Titel.

## Sportliche Erfolge
| Saison | Veranstaltung                                  | Disziplin   | Platz | Name                                 |
| ------ | ---------------------------------------------- | ----------- | ----- | ------------------------------------ |
| 1998   | Österreich: Einzelmeisterschaften der Junioren | Dameneinzel | 1     | Karina Lengauer                      |
| 2000   | Romanian International                         | Damendoppel | 2     | Verena Fastenbauer / Karina Lengauer |
| 2001   | Weltmeisterschaft                              | Damendoppel | 17    | Verena Fastenbauer / Karina Lengauer |
| 2008   | Österreich: Einzelmeisterschaften              | Damendoppel | 1     | Karina Lengauer / Iris Freimüller    |